# Sticks and Stones (álbum de Cher Lloyd)
Sticks + Stones es el álbum debut de la cantante/rapera británica Cher Lloyd y fue lanzado el 7 de noviembre de 2011 por Sony Music. Este proyecto es el primero oficial lanzado por Lloyd desde terminar en cuarto lugar enThe X Factor un año antes. Lloyd trabajó con varios productores y compositores para su primer lanzamiento completo, incluyendo RedOne, Toby Gad, Max Martin, The Runners, Kevin Rudolf y Savan Kotecha, entre otros. Lloyd coescribió cinco canciones de la lista. Lloyd llama al álbum un "jukebox".
El álbum salió a la venta el 2 de octubre de 2012 en los Estados Unidos mediante Epic Records. Lloyd también ha declarado que ha puesto una versión para U.S., y que también le gustaría incluir algunas nuevas canciones. En el lanzamiento es predominante un álbum pop, con varios criterios de hip hop, R&B, dubstep. Sticks + Stones debutó como el número cuatro en el Reino Unido, vendiendo 55 668 copias. El álbum recibió críticas variadas de críticos de música. El álbum ha vendido más de 250 000 copias en el Reino Unido.
El álbum fue precedido por el sencillo principal "Swagger Jagger", lanzado el 29 de julio de 2011. El sencillo alcanzó el puesto número dos en la Irish Singles Chart y encabezó la Scottish y la UK Singles Chart. "With Ur Love" fue confirmado como el segundo sencillo del álbum y fue lanzado el 30 de octubre de 2011, y se convirtió en el segundo año consecutivo de un top cinco del sencillo de Lloyd en ambos países, alcanzando el número cuatro y cinco en el Reino Unido e Irlanda. "Want U Back" con el rapero estadounidense Astro fue lanzado como el tercer sencillo el 19 de febrero de 2012.

## Antecedentes y desarrollo
Después de la final de la séptima temporada de The X Factor, se anunció que Cher Lloyd había firmado con Syco Music. El 28 de julio de 2011, Lloyd previsualiza cinco canciones del álbum durante una sesión de UStream, incluidas las pistas que ofrecen Busta Rhymes, Mike Posner, Ghetts, Rotten Mic Righteous y Dot. En diciembre, Cher Lloyd hizo un remix de "Want U Back" con el rapero estadounidense Astro. Lloyd firmó un contrato discográfico con Epic Records en los Estados Unidos. Para promocionar "Sticks + Stones", pero, esta vez como "Sticks & Stones". Lloyd se embarcará en su primera gira de conciertos, "Sticks + Stones Tour", a partir de marzo de 2012, visitando varios lugares en todo el Reino Unido.

### Rendimiento comercial
El álbum debutó en el número 7 en Irlanda. En Reino Unido, el álbum entró en el UK Albums Chart en el número 4 detrás de las nuevas versiones de Susan Boyle, Florence and the Machine y Michael Bublé. El álbum vendió 55.668 copias en su primera semana. En septiembre de 2012, el álbum vendió 250.000 copias en el Reino Unido.

## Sencillos
- Swagger Jagger, primer sencillo del álbum, se filtró en Internet el 15 de junio de 2011. El sencillo fue lanzado el 31 de julio de 2011, alcanzando el número uno en la lista de singles del Reino Unido el 7 de agosto de 2011. A partir de diciembre de 2011, las ventas individuales han superado 220 000 copias.
- With Ur Love, el segundo sencillo del álbum, cuenta con la voz de la cantante estadounidense Mike Posner. El sencillo fue lanzado el 30 de octubre de 2011. El sencillo alcanzó el puesto número cinco en Irlanda, el número cuatro en el Reino Unido y el número tres en Escocia. Desde entonces, ha vendido más de 190 000 copias. Actuaciones en directo de la canción no disponen de Posner, y se informa de que no va a aparecer en la versión del álbum en los Estados Unidos.
- Want U Back, fue lanzado como el tercer sencillo oficial del álbum. El sencillo fue lanzado el 19 de febrero de 2012. Parris dirigió el video. La canción sirvió como primer sencillo en los Estados Unidos. La única versión de la pista en los Estados Unidos cuenta con la voz del rapero Snoop Dogg.
- Oath, fue lanzado el 2 de octubre de 2012, pero solamente en Estados Unidos. Esta pista pertenece a la versión estadounidense del álbum y es en colaboración con la cantante estadounidense Becky G

### Sencillos promocionales
El 21 de octubre de 2011, Lloyd lanzó la versión de estudio para su cover de «Stay» de Shakespears Sister y el pre-order de «Sticks and Stones». La canción «Dub on the Track» con Mic Righteous, Dot Rotten & Ghetts tuvo un vídeo musical publicado el 13 de diciembre de 2011. El 1 de septiembre de 2012, «Talkin' That» fue lanzado como el primer sencillo promocional de la versión estadounidense del álbum.

## Recibimiento

### Recepción crítica
La recepción crítica para el álbum ha sido mixta. En Metacritic, que asigna una calificación de  normalizado de 100 a las críticas de los principales críticos, el álbum recibió una puntuación de  promedio de 51, basada en 8 revisiones, lo que indica "críticas mixtas o promedio.
The Sun declaró: "Es una mezcla real de un álbum, con algunas canciones pop sólidas en la lista de canciones. El sonido de Cher funciona mejor cuando es suave y amapola en las canciones Grow Up , End Up Here y Superhero - que te recuerdan al principio Lily Allen ".
Allmusic le dio al álbum tres de cinco estrellas, dijeron: "Cuando Lloyd deja de esforzarse tanto, en realidad es una estrella del pop bastante convincente". Want U Back "y" End Up Here "son ejemplos infecciosos de cursilería pop puro que recuerda a Britney Spears "añadiendo" A veces, "Sticks + Stones" suena como un esfuerzo calculado para copiar todo lo que está de moda en 2011, que es probable que se sienta completamente irrelevante cuando suena el reloj 12 en la víspera de Año Nuevo."
BBC Music le dio al álbum una crítica positiva, dijeron:  Cher tiene una presencia vocal natural y carismática en todo  y finalmente lo llamó  Un álbum pop moderno descarado y audaz que es mucho mejor que su dudosa ventaja soltero".
Digital Spy otorgó el álbum 4 de 5 estrellas, dijeron: "Want U Back", "With Ur Love", "Playa Boi" y "Grow Up" son todas pistas que vale la pena descargar, y pasaron a elogie "Dub on the Track" como "cargado de una actitud que pocos podrían lograr".
 Virgin Media  le dio al álbum 4 de 5 estrellas, dijeron: " Sticks + Stones  es un shock muy agradable. Es chispeante e inquieto y sostiene la mini estética de rap de Lloyd's / crooner linda. a través de una ejecución rápida de 10 canciones de primera categoría ".
NME le dio al álbum 5 de 10, dijeron: 'Grow Up', una rebanada de ragga-pop tweenish extremadamente irritante conducida a casa con "todavía estamos", "insistente", "Swagger Jagger" y arrasando con el territorio dubstep en 'Dub On The Track', pero cuando  Sticks + Stones  deja de cargar sobre el lugar, hay evidencia que sugiere que Cher es bastante bueno en esta malarkey pop. 'Want U Back' es un pop atrevido con burbujas, mientras que 'End Up Here' encuentra a Cher adoptando un estilo vocal de Beyoncé con resultados nada malos.
The Daily Californian le dio al álbum una crítica positiva, diciendo que la encantadora confirmación del álbum de que ella es la más fresca, por no mencionar al artista pop más escandaloso de todos lados . Luego elogiaron mucho la canción "Grow Up", afirmando que es "el mejor momento del álbum" y continuaron diciendo que "ve a Lloyd golpeando sus versos a la Nicki Minaj antes de exhibir su canto en un coro extraordinariamente encantador ". Cerraron la crítica y dijeron: "Genial como puede ser y descarado para arrancar, Lloyd está aquí para marcar su huella pequeña pero autoritaria en el escenario mundial de la música pop".
 Entertainment Weekly  también le dio al álbum una crítica positiva y le otorgó un grado B. Escribieron "Con su maníaca babosa, aburrida pero encantadora en singles como 'Want U Back', ella hace suyas las canciones de street pop en Sticks & Stones". Hablando de la propia Lloyd, dijeron que "tiene suficiente carisma para ambos lados del Atlántico". También declararon "Swagger Jagger" y "Want U Back" las mejores canciones.
  Glamour  también elogió el álbum. Dijeron que "mientras Sticks & Stones no es un álbum que cambiará el mundo, su dance-pop listo para la radio y su energía de espíritu es inofensivo e infeccioso lo suficiente como para ganarse un ejército de nuevos fanáticos en Estados Unidos", y puso gran elogio en "Oath" y "Behind the Music".

## Lista de Canciones
| Standard edition |                                                             |                             |          |  |
| N.º              | Título                                                      | Producer(s)                 | Duración |  |
| 1.               | «Grow Up» (con Busta Rhymes)                                | Rudolf The Runners          | 3:00     |  |
| 2.               | «Want U Back»                                               | Shellback                   | 3:34     |  |
| 3.               | «With Ur Love» (con Mike Posner)                            | Shellback                   | 3:45     |  |
| 4.               | «Swagger Jagger»                                            | The Runners The Monarch     | 3:12     |  |
| 5.               | «Beautiful People» (con Carolina Liar)                      | Shellback Martin            | 3:31     |  |
| 6.               | «Playa Boi»                                                 | RedOne Johnny Powers        | 2:52     |  |
| 7.               | «Superhero»                                                 | Jukebox                     | 3:28     |  |
| 8.               | «Over the Moon»                                             | RedOne Sanicola Jimmy Joker | 2:58     |  |
| 9.               | «Dub on the Track» (con Mic Righteous, Dot Rotten & Ghetts) | Gad TMS                     | 3:53     |  |
| 10.              | «End Up Here»                                               | Jukebox                     | 3:30     |  |
| 33:41            |                                                             |                             |          |  |

| UK Store bonus track |        |                                 |          |  |
| N.º                  | Título | Producer(s)                     | Duración |  |
| 11.                  | «Stay» | Shakespears Sister Chris Thomas | 3:10     |  |
| 36:49                |        |                                 |          |  |

| UK iTunes Store bonus content |                                                |          |  |
| N.º                           | Título                                         | Duración |  |
| 11.                           | «Behind the Scenes Photo Shoot»                | 5:04     |  |
| 12.                           | «With Ur Love» (con Mike Posner) (Music Video) | 3:48     |  |

| North American version |                                        |                                     |          |  |
| N.º                    | Título                                 | Producer(s)                         | Duración |  |
| 1.                     | «Want U Back»                          | Shellback                           | 3:34     |  |
| 2.                     | «Grow Up» (con Busta Rhymes)           | Rudolf The Runners                  | 3:00     |  |
| 3.                     | «With Ur Love»                         | Shellback                           | 3:22     |  |
| 4.                     | «Behind the Music»                     | Levine Mike Flynn                   | 3:42     |  |
| 5.                     | «Oath» (con Becky G)                   | Dr Luke Cirkut Robopop Chris O'Ryan | 3:38     |  |
| 6.                     | «Swagger Jagger»                       | The Runners The Monarch             | 3:12     |  |
| 7.                     | «Beautiful People» (con Carolina Liar) | Shellback Martin                    | 3:31     |  |
| 8.                     | «Playa Boi»                            | RedOne Johnny Powers                | 2:52     |  |
| 9.                     | «Superhero»                            | Jukebox                             | 3:28     |  |
| 10.                    | «End Up Here»                          | Jukebox                             | 3:30     |  |

| North American iTunes Store bonus track |         |             |          |  |
| N.º                                     | Título  | Producer(s) | Duración |  |
| 11.                                     | «Riot!» | Levine      | 3:05     |  |
| 36:55                                   |         |             |          |  |

| US Store bonus track |                                |             |          |  |
| N.º                  | Título                         | Producer(s) | Duración |  |
| 11.                  | «Want U Back» (con Snoop Dogg) | Shellback   | 3:44     |  |

| Target bonus tracks |                 |                         |          |  |
| N.º                 | Título          | Producer(s)             | Duración |  |
| 11.                 | «Talkin' That»  | The Runners The Monarch | 3:20     |  |
| 12.                 | «Over the Moon» | RedOne Sanicola Joker   | 2:59     |  |

| US vinyl edition |                                        |                         |          |  |
| N.º              | Título                                 | Producer(s)             | Duración |  |
| 1.               | «Want U Back»                          | Shellback               | 3:36     |  |
| 2.               | «Grow Up» (con Busta Rhymes)           | Rudolf The Runners      | 3:00     |  |
| 3.               | «With Ur Love»                         | Shellback               | 3:25     |  |
| 4.               | «Behind The Music»                     | Levine Flynn            | 3:43     |  |
| 5.               | «Swagger Jagger»                       | The Runners The Monarch | 3:13     |  |
| 6.               | «Beautiful People» (con Carolina Liar) | Martin Shellback        | 3:32     |  |
| 7.               | «Playa Boi»                            | RedOne Powers           | 2:52     |  |
| 8.               | «Superhero»                            | Jukebox                 | 3:27     |  |
| 9.               | «Dub on the Track»                     | Gad TMS                 | 3:16     |  |
| 10.              | «End Up Here»                          | Jukebox                 | 3:27     |  |

| Japan bonus tracks |                                         |                                  |          |  |
| N.º                | Título                                  | Producer(s)                      | Duración |  |
| 11.                | «Talkin' That»                          | The Runners The Monarch          | 3:20     |  |
| 12.                | «Over the Moon»                         | RedOne Sanicola Joker            | 2:59     |  |
| 13.                | «Swagger Jagger» (Dillon Francis Remix) | The Runners The Monarch Francis  | 5:06     |  |
| 14.                | «Swagger Jagger» (Wideboys Radio Edit)  | The Runners The Monarch Wideboys | 3:03     |  |
| 15.                | «Want U Back» (con Snoop Dogg)          | Shellback                        | 3:44     |  |
| 16.                | «Want U Back» (Acoustic)                | Shellback                        | 3:28     |  |

| Japan iTunes Store bonus track |         |             |          |  |
| N.º                            | Título  | Producer(s) | Duración |  |
| 17.                            | «Riot!» | Levine      | 3:05     |  |

## Posicionamiento en listas
| Chart (2012)                             | Peak position |
| ---------------------------------------- | ------------- |
| Australia - Australian Albums Chart      | 30            |
| Canadá - Canadian Albums Chart           | 11            |
| Irlanda - Irish Albums Chart             | 7             |
| Japón - Japanese Albums Chart            | 46            |
| Nueva Zelanda - New Zealand Albums Chart | 31            |
| Escocia - Scottish Albums Chart          | 2             |
| Reino Unido - UK Albums Chart            | 4             |
| Estados Unidos - Billboard 200           | 9             |

### Certificaciones
| País        | Organismo Certificador | Ventas Certificadas | Certificación | Simbolización | Ref.   |
| ----------- | ---------------------- | ------------------- | ------------- | ------------- | ------ |
| Irlanda     | IRMA                   | 7500                | Oro           | ●             | [ 25 ] |
| Reino Unido | BPI                    | 100 000             | Oro           | ●             | [ 26 ] |